# Heimolahuset

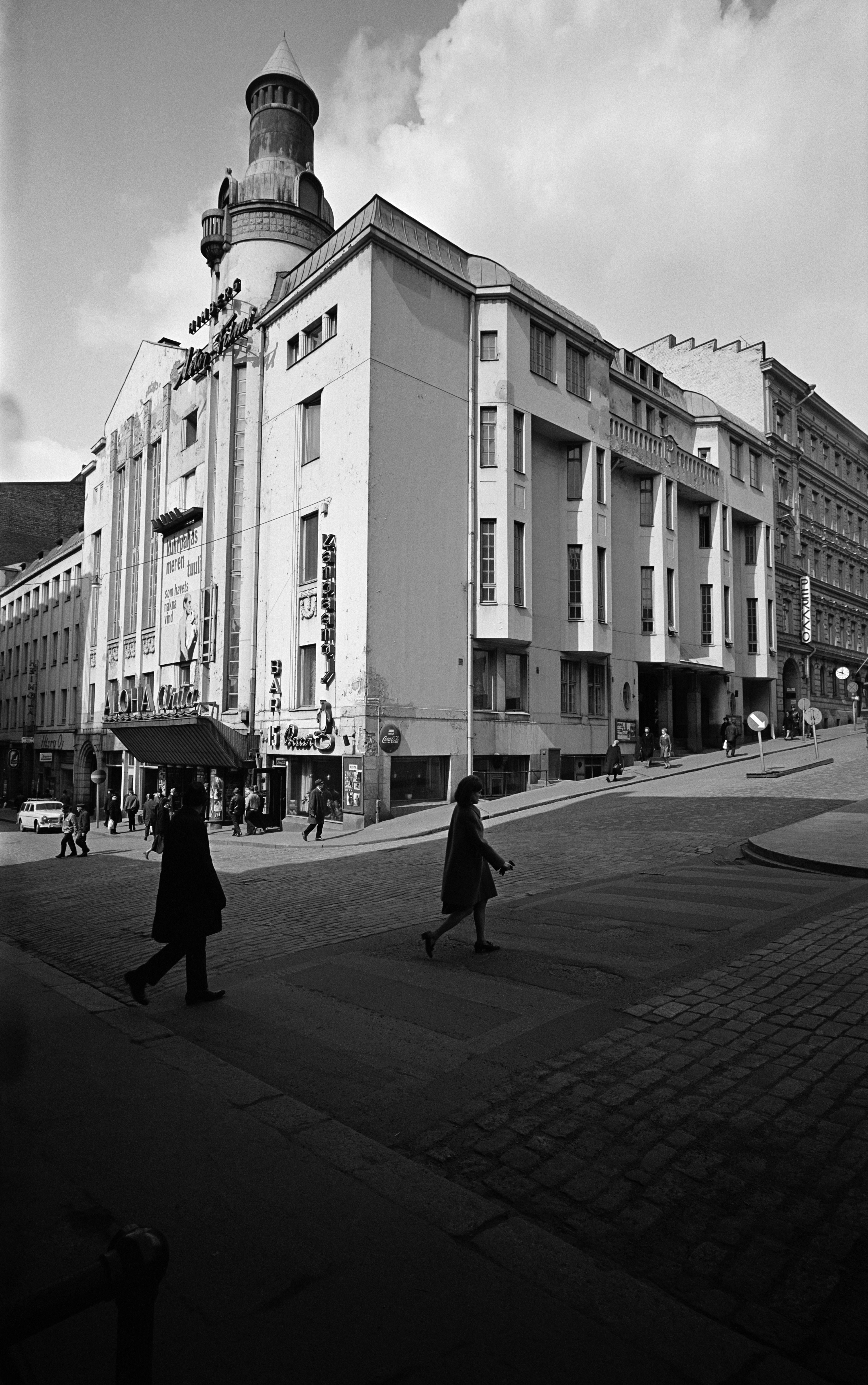
Heimolahuset före rivningen, 1969.

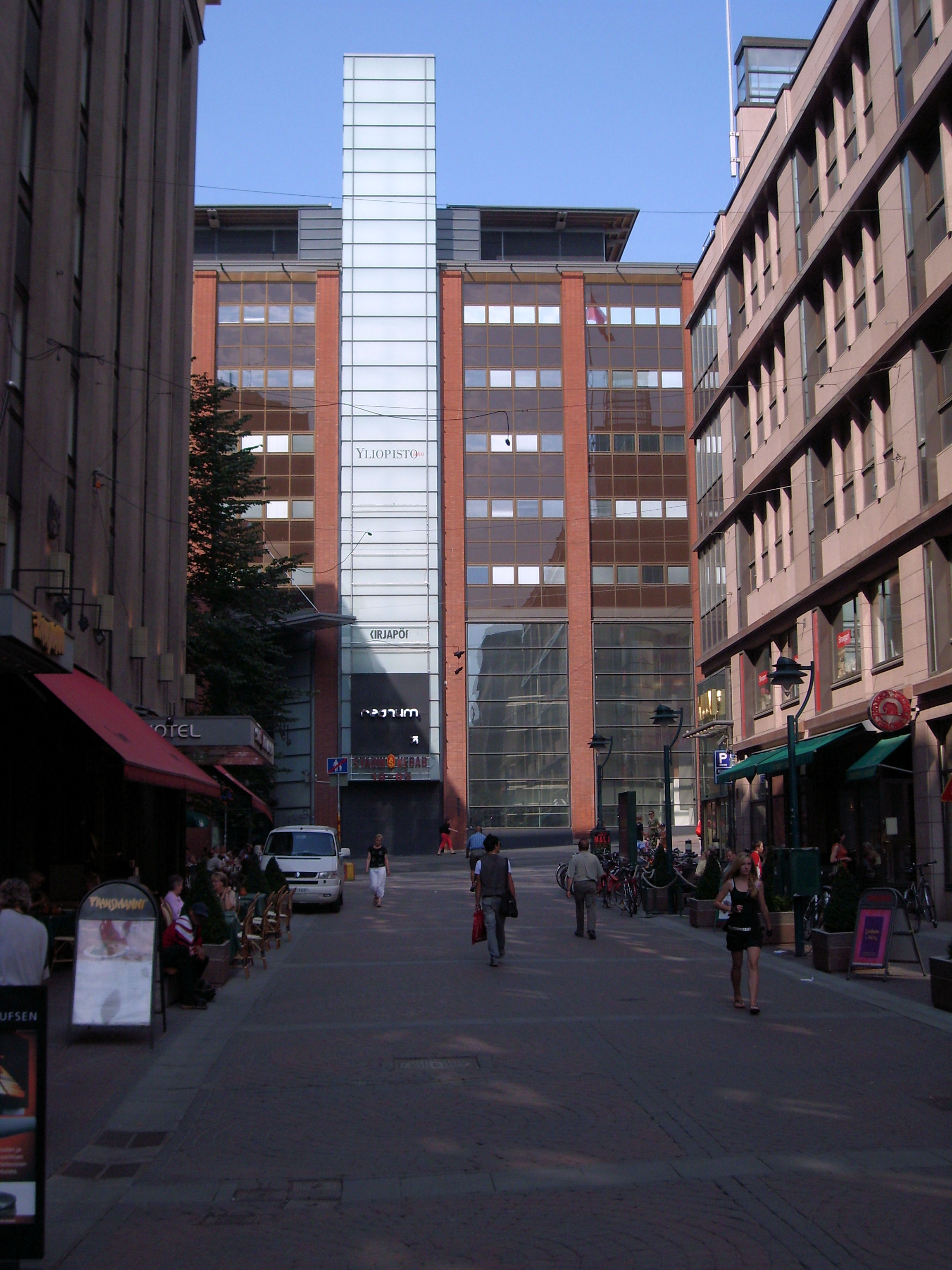
Heimolahusets efterträdare stod färdig 1973

Heimolahuset var en byggnad på Regeringsgatan 15 (nuvarande Universitetsgatan 5) i stadsdelen Gloet i Helsingfors. Byggnaden var ritad av den finländske arkitekten Onni Tarjanne och byggdes 1909. Heimolahuset revs år 1969 och en ny byggnad byggdes på samma plats efter ritningar av Toivo Korhonen. Den nya byggnaden stod färdig år 1973.
Heimolahuset var en historiskt sett viktig byggnad. Riksdagen höll möten i Heimolahuset åren 1911–1931, innan det nuvarande riksdagshuset stod färdigt. Heimolahuset var också huset där riksdagen godkände Finlands självständighetsförklaring den 6 december 1917. Här godkändes bland annat torparlagen och förbudslagen. Finlands tre första presidenter valdes i det här huset.
Mellan åren 1946 och 1969 fungerade Alohabiografen med sina 1200 platser i huset.